# Opuntia spinosibacca
Opuntia spinosibacca là một loài thực vật có hoa trong họ Cactaceae. Loài này được M. S. Anthony (pro sp.) mô tả khoa học đầu tiên năm 1956.